# Jonathan Bowen
Jonathan P. Bowen, FBCS FRSA (1956), è un informatico britannico.

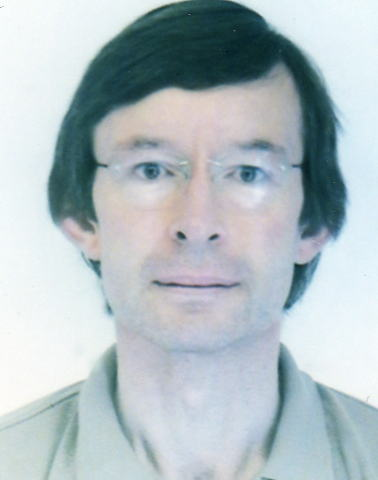
Jonathan Bowen.

È presidente di Museophile Limited, professore emerito alla London South Bank University, dove ha diretto il Centre for Applied Formal Methods, Visiting Professor presso il King's College London e di un ex in visita accademica presso l'University College London.

## Libri
- Jonathan Bowen (ed.): Towards Verified Systems. Real-Time Safety Critical Systems series, Vol. 2. Elsevier, Amsterdam, 1994, ISBN 0-444-89901-4.
- Michael G. Hinchey, Jonathan Bowen (ed.): Applications of Formal Methods. Prentice Hall, London 1996, ISBN 0-13-366949-1.
- Jonathan Bowen: Formal Specification and Documentation using Z: A Case Study Approach. International Thomson Computer Press, London, 1996, ISBN 1-85032-230-9.
- Jonathan Bowen, Michael G. Hinchey (ed.): High-Integrity System Specification and Design. Springer, London, 1999, ISBN 3-540-76226-4.
- Michael Gerard Hinchey, Jonathan Bowen (ed.): Industrial-Strength Formal Methods in Practice. Springer, London, 1999, ISBN 1-85233-640-4.
- Hierons, R., Bowen, J.P., and Harman, M., editors, Formal Methods and Testing. Springer-Verlag, LNCS, Volume 4949, 2008. ISBN 978-3-540-78916-1
- Börger, E., Butler, M., Bowen, J.P., and Boca, P., editors, Abstract State Machines, B and Z. Springer-Verlag, LNCS, Volume 5238, 2008. ISBN 978-3-540-87602-1
- Boca, P.P., Bowen, J.P., and Siddiqi, J.I., editors, Formal Methods: State of the Art and New Directions. Springer, 2010. ISBN 978-1-84882-735-6, e-ISBN 978-1-84882-736-3, DOI: 10.1007/978-1-84882-736-3
- Bowen, J.P., Keene, S., and Ng, K., editors, Electronic Visualisation in Arts and Culture. Springer Series on Cultural Computing, Springer, 2013. ISBN 978-1-4471-5406-8
- Copeland, J., Bowen, J.P., Sprevak, M., Wilson, R., et al., The Turing Guide. Oxford University Press, 2017. ISBN 978-0198747826 (hardcover), ISBN 978-0198747833 (paperback).[1]
- Hinchey, M.G., Bowen, J.P., Olderog, E.-R., editors, Provably Correct Systems. Springer International Publishing, NASA Monographs in Systems and Software Engineering series, 2017. ISBN 978-3-319-48627-7, DOI: 10.1007/978-3-319-48628-4
- Giannini, T. and Bowen, J.P., editors, Museums and Digital Culture: New Perspectives and Research. Springer Series on Cultural Computing, Springer, 2019. ISBN 978-3-319-97456-9, e-ISBN 978-3-319-97457-6, DOI: 10.1007/978-3-319-97457-6.[2]
- Giannini, T. and Bowen, J.P., editors, The Arts and Computational Culture: Real and Virtual Worlds. Springer Series on Cultural Computing, Springer, 2024. ISBN 978-3-031-53864-3, e-ISBN 978-3-031-53865-0, DOI: 10.1007/978-3-031-53865-0[3]